# Battersea Power Station metróállomás
Battersea Power Station metróállomás (korábbi javaslat alapján Battersea) a londoni Northern line egyik állomása Batterseaben.
Az építését részben a Battersea Power Station bezárt erőmű és környezetének rehabilitációjára szánt keretből finanszírozták, így első sorban ezt a környéket szolgálja ki. Az állomás a Battersea Park Roadon foglal helyet, közel a Battersea Park, rövid sétára a Queenstown Road vasútállomásoktól. A metróállomást, a Northern line mellékágának részeként 2021. szeptember 20-án adták át a forgalomnak.

## Szolgáltatások
A metróállomás az 1-es viteldíjzónában kap helyet, és a Northern line vonatjait szolgálja ki Kennington felé. A metróállomáson és a metró ezen ágán közlekedő vonatok Kenningtont követően csak Charing Cross felé közlekedhetnek tovább, mert az elágazást a kenningtoni hurokvágányhoz csatolták hozzá, ami pedig csak ilyen irányú továbbhaladást tesz lehetővé. Battersea Power Station a végállomás a metró ezen szakaszán, de tervek között szerepel a vonal meghosszabbítása Clapham Junction vasútállomásig. A metróállomás egy átszállási csomópontot alkot a Battersea Park vasútállomással.

### Forgalom
| Járat | Útvonal | Gyakoriság       |
| ----- | --- | ---------------- |
|       | High Barnet – Totteridge & Whetstone – Woodside Park – West Finchley – Finchley Central – East Finchley – Highgate – Archway – Tufnell Park – Kentish Town – Camden Town – Mornington Crescent – Euston – Warren Street – Goodge Street – Tottenham Court Road – Leicester Square – Charing Cross – Embankment – Waterloo – Kennington – Nine Elms – Battersea Power Station | 12–15 percenként |
|       | Mill Hill East – Finchley Central – East Finchley – Highgate – Archway – Tufnell Park – Kentish Town – Camden Town – Mornington Crescent – Euston – Warren Street – Goodge Street – Tottenham Court Road – Leicester Square – Charing Cross – Embankment – Waterloo – Kennington – Nine Elms – Battersea Power Station                                                       | óránként         |

A vonalon utasforgalmi próbaüzem zajlik, ennek a sikeres lezárása után több sűrűbben közlekedhetnek majd a metrók ezen a szakaszon.

### Átszállási kapcsolatok
A 156-os, a 344-es és a 436-os londoni autóbuszok szolgálják ki az állomást.

## Dizájn

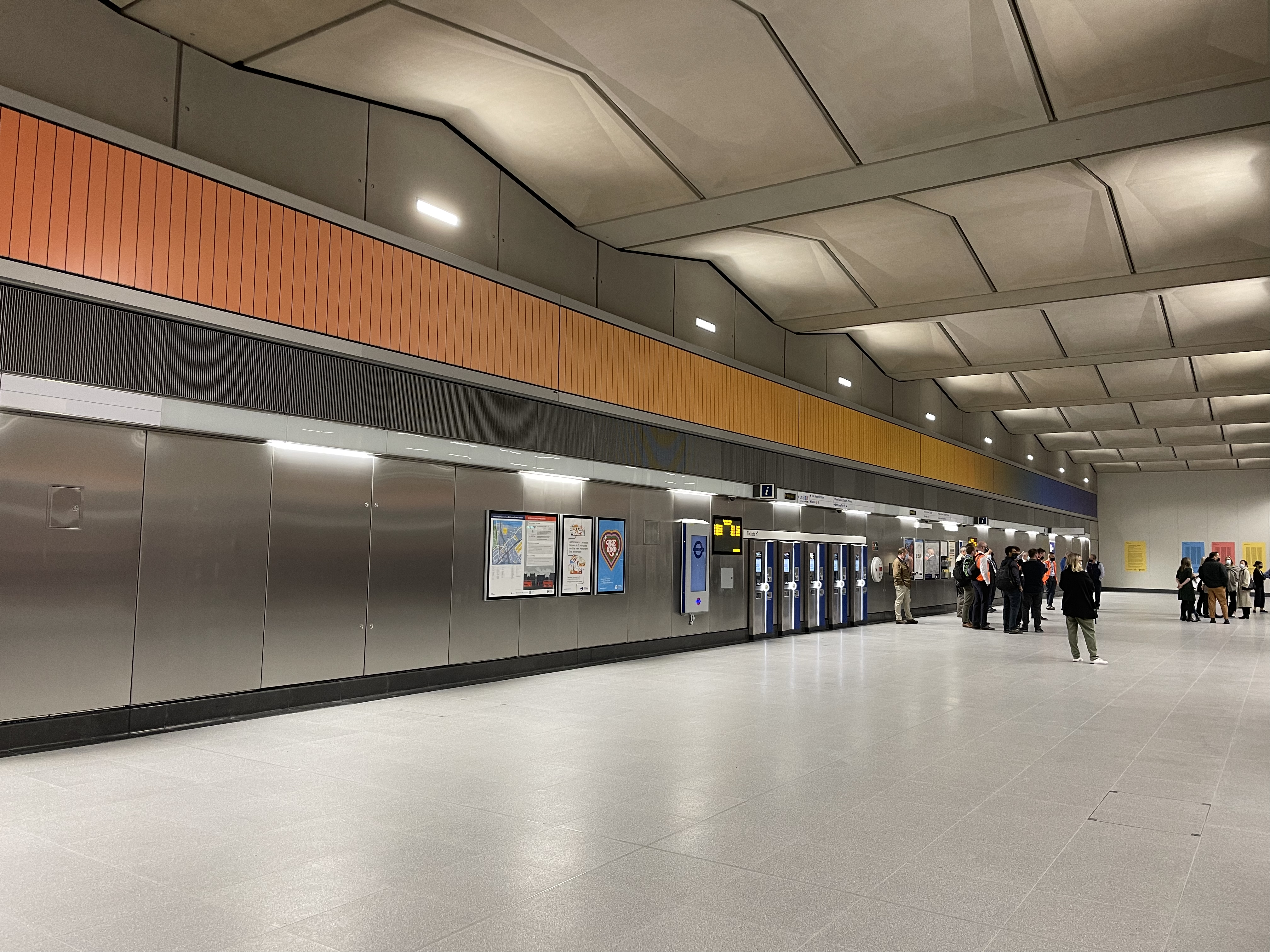
Alexandre da Cunha „Sunset, Sunrise, Sunset” alkotása

A metróállomás tervezője és kivitelezője a Ferrovial Agroman Laing O’Rourke, a felszíni bejáratát pedig a Grimshaw tervezte. A Transport for London „Art on the Underground” programjának keretén belül felkérték Alexandre da Cunha művészt egy állandó alkotás elkészítésére az állomás felszíni csarnokába. Az alkotás egy 100 méter hosszú kinetikus kép, ami a régebbi típusú forgó reklámtáblák technikáját használva változtatja színét.

## Építkezés
Az állomás 2014 novemberében kapta meg a közlekedési miniszter jóváhagyását, az építkezést 2015-ben kezdték meg, az állomás átadását 2020-ra tervezték.
A Northern line új ágának fúrását 2017 márciusában kezdték meg Batterseaben két alagútfúró géppel, melyek a Helen és az Amy neveket kapták.
Az állomást kezdetben Batterseanek tervezték elnevezni, de a Transport for London 2014-és üzleti tervének dokumentumai között a 2021-es tervezett térképen már Battersea Power Stationként szerepelt. A TfL 2015 decemberében erősítette meg, hogy valóban ezt a nevet fogja kapni az akkor még építés alatt álló állomás.
2018 decemberében Sadiq Khan, London polgármestere bejelentette, hogy az állomás és a Northern line új ágának átadását 2021 szeptemberére halasztják, hogy extra bővítéssel növelhessék az állomás kapacitását, hogy a korábban tervezett utasszámtól többet is be tudjon fogadni.
2019 júniusára befejezőtek az alagút- és vágánymunkák nagy része, az első próbameneteket is ekkor indították el. 2020 februárjára már befejeződött a peronépítés, a mozgólépcsők beépítése és az arculati elemek elhelyezése, majd ugyanezen év karácsonyán végigment az első metrószerelvény a metróvonal új ágán, ezzel a jelzőket és a vonatbefolyásoló rendszert is elkezdték tesztelni.
Az állomást 2021. szeptember 20-án adták át.

## Fordítás
- Ez a szócikk részben vagy egészben  a   Battersea Power Station tube station című angol Wikipédia-szócikk fordításán alapul.  Az eredeti cikk szerkesztőit annak laptörténete sorolja fel. Ez a jelzés csupán a megfogalmazás eredetét és a szerzői jogokat jelzi, nem szolgál a cikkben szereplő információk forrásmegjelöléseként.